# Batin (etnia)
I Batin (o Suku Batin) sono un gruppo etnico di origine munda, che vive nella parte interna dell'isola di Sumatra (Indonesia), nella provincia Jambi.
Tale popolazione indigena è composta da circa 77.000 persone, parlanti un dialetto della variante Jambi della lingua malese.
La religione predominante è quella musulmana, ma il sistema di parentela tradizionale è di tipo matrilineare.